# Choerades fortunatus
Choerades fortunatus là một loài ruồi trong họ Asilidae. Choerades fortunatus được Baez & Weinberg miêu tả năm 1981. Loài này phân bố ở vùng Cổ Bắc giới.